# Rudolf Švábský
Rudolf z Rheinfeldenu (německy Rudolf von Rheinfelden, 1025? – 15. října 1080, Merseburg) byl v letech 1057–1079 vévodou švábským a v letech 1077–1080 římským protikrálem.

## Život

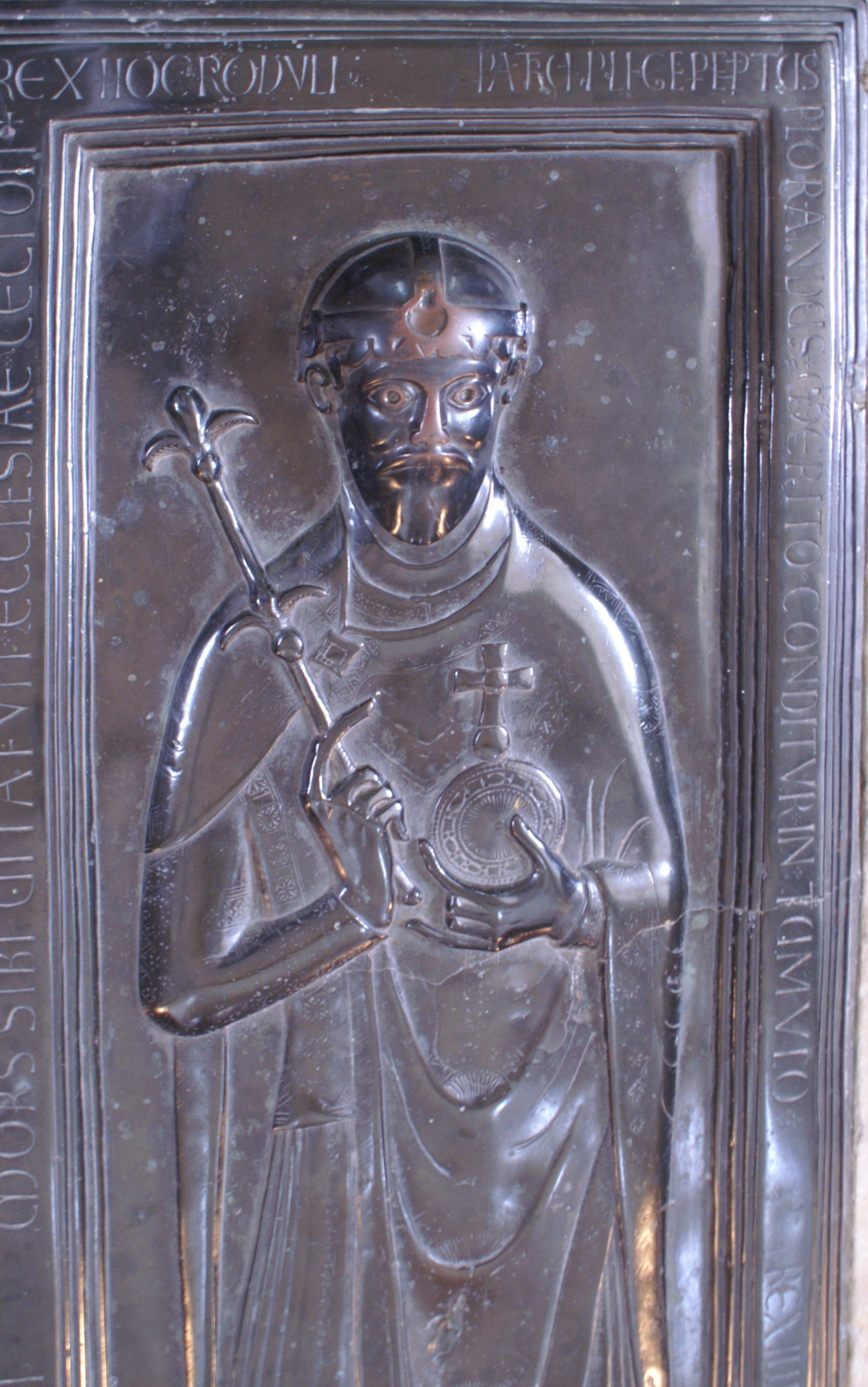
Rudolfova náhrobní deska v merseburském dómu

Rudolf byl synem Kuna, hraběte z Rheinfeldenu. V roce 1057 údajně Rudolf využil nezletilosti císaře Jindřicha IV. a prý unesl jeho sestru Matyldu, kterou o dva roky později pojal za manželku. Spolu s Matyldou získal Švábské vévodství a správu Burgundského království. V roce 1060 však Matylda zemřela a Rudolf se roku 1066 oženil s Adlétou, dcerou savojského hraběte Oty.
Rudolf zpočátku svého švagra podporoval politicky i vojensky proti rozličným odpůrcům jeho vlády, avšak po vypuknutí sporu o investituru a Jindřichově exkomunikaci se vzbouřil a v březnu 1077 byl ve Forchheimu zvolen protikrálem. V Mohuči byl 25. května téhož roku korunován tamním arcibiskupem Siegfriedem I., ale svými protivníky byl donucen uprchnout do Saska. Odříznut od své mocenské základny ve Švábsku, udělil tamní vévodský titul svému synovi Bertholdovi  a jal se organizovat své přívržence ve středu a na severu Německa.
V bitvě u franského města Mellrichstadt dne 7. srpna 1078 sice Rudolf porazil císařská vojska, stále však neměl dostatečně silnou podporu, a to ani od papeže Řehoře VII. Situace se ovšem měnila v jeho prospěch. Po další vítězné bitvě u Flarchheimu (27. ledna 1080) byl 7. března téhož roku císař Jindřich papežem opět exkomunikován a Rudolf uznán právoplatným králem. Takto posílen, svedl Rudolf další bitvu 14. října 1080 u Bílého Halštrova, která skončila spektakulárním vítězstvím jeho vojsk. On sám však přišel o ruku a byl raněn do břicha. Stáhl se do nedalekého Merseburku, kde na následky těchto zranění následujícího dne zemřel. Byl pohřben v místní katedrále.
Jeho vnučkou byla byzantská císařovna Irena Uherská.